# Triphleba pachyneurella
Triphleba pachyneurella är en tvåvingeart som först beskrevs av Schmitz 1919.  Triphleba pachyneurella ingår i släktet Triphleba och familjen puckelflugor. Arten är reproducerande i Sverige. Inga underarter finns listade i Catalogue of Life.